# Mistrzostwa Polski w Skokach Narciarskich 1990
65. Mistrzostwa Polski w Skokach Narciarskich – zawody o mistrzostwo Polski w skokach narciarskich, które odbyły się w dniach 5-8 marca 1990 roku na Średniej i Wielkiej Krokwi w Zakopanem.
W konkursie indywidualnym na skoczni normalnej zwyciężył Jan Kowal, srebrny medal zdobył Zbigniew Klimowski, a brązowy – Robert Witke. Na dużym obiekcie najlepszy okazał się Jarosław Mądry przed Alojzym Moskalem i Andrzejem Malikiem.
Konkurs drużynowy, rozegrany po raz pierwszy na normalnej skoczni, wygrał zespół LKS Skrzyczne Szczyrk w składzie: Andrzej Malik, Robert Witke, Wacław Przybyła i Zbigniew Malik.

## Wyniki

### Konkurs indywidualny na normalnej skoczni (05.03.1990)
| Miejsce | Zawodnik           | Klub                   | Skok 1 | Skok 2 | Punkty |
| ------- | ------------------ | ---------------------- | ------ | ------ | ------ |
| 1.      | Jan Kowal          | WKS Zakopane           | 79,5   | 79,0   | 224,4  |
| 2.      | Zbigniew Klimowski | WKS Zakopane           | 75,5   | 79,0   | 205,9  |
| 3.      | Robert Witke       | LKS Skrzyczne Szczyrk  | 74,0   | 71,0   | 202,1  |
| 4.      | Andrzej Malik      | LKS Skrzyczne Szczyrk  | 73,5   | 69,5   | 195,3  |
| 5.      | Alojzy Moskal      | WKS Zakopane           | 73,0   | 65,5   | 187,5  |
| 6.      | Bogdan Papierz     | Wisła-Gwardia Zakopane | 66,5   | 69,0   | 187,0  |

W konkursie wzięło udział 49 zawodników.

### Konkurs drużynowy na normalnej skoczni (06.03.1990)
| Miejsce | Klub                     | Zawodnik              | Nota zespołu |
| ------- | ------------------------ | --------------------- | ------------ |
| 1.      | LKS Skrzyczne Szczyrk I  | Andrzej Malik         | 661,0        |
| 1.      | LKS Skrzyczne Szczyrk I  | Robert Witke          | 661,0        |
| 1.      | LKS Skrzyczne Szczyrk I  | Wacław Przybyła       | 661,0        |
| 1.      | LKS Skrzyczne Szczyrk I  | Zbigniew Malik        | 661,0        |
| 2.      | WKS Zakopane I           | Jarosław Mądry        | 581,5        |
| 2.      | WKS Zakopane I           | Alojzy Moskal         | 581,5        |
| 2.      | WKS Zakopane I           | Zbigniew Klimowski    | 581,5        |
| 2.      | WKS Zakopane I           | Jan Kowal             | 581,5        |
| 3.      | Wisła-Gwardia Zakopane I | Andrzej Łukanus       | 551,7        |
| 3.      | Wisła-Gwardia Zakopane I | Stanisław Kułach      | 551,7        |
| 3.      | Wisła-Gwardia Zakopane I | Roman Groński         | 551,7        |
| 3.      | Wisła-Gwardia Zakopane I | Bogdan Papierz        | 551,7        |
| 4.      | WKS Zakopane II          | Marek Sterkowiec      | 379,0        |
| 4.      | WKS Zakopane II          | Kazimierz Gąsienica   | 379,0        |
| 4.      | WKS Zakopane II          | Andrzej Gawlak        | 379,0        |
| 4.      | WKS Zakopane II          | Adam Leksander        | 379,0        |
| 5.      | Start Zakopane           | Stanisław Długopolski | 333,9        |
| 5.      | Start Zakopane           | Adam Skupień          | 333,9        |
| 5.      | Start Zakopane           | Andrzej Ogórek        | 333,9        |
| 5.      | Start Zakopane           | Janusz Nowak          | 333,9        |
| 6.      | LKS Skrzyczne Szczyrk II | Zdzisław Waluś        | 333,5        |
| 6.      | LKS Skrzyczne Szczyrk II | Marek Tucznio         | 333,5        |
| 6.      | LKS Skrzyczne Szczyrk II | Artur Pawłowski       | 333,5        |
| 6.      | LKS Skrzyczne Szczyrk II | b.d.                  | 333,5        |
| 7.      | LKS Poroniec Poronin     | b.d.                  | 329,9        |

### Konkurs indywidualny na dużej skoczni (08.03.1990)
Rozegrano tylko jedną serię konkursową.
| Miejsce | Zawodnik           | Klub                  | Skok 1 | Skok 2 | Punkty |
| ------- | ------------------ | --------------------- | ------ | ------ | ------ |
| 1.      | Jarosław Mądry     | WKS Zakopane          | 108,0  | -      | 113,0  |
| 2.      | Alojzy Moskal      | WKS Zakopane          | 104,5  | -      | 109,0  |
| 3.      | Andrzej Malik      | LKS Skrzyczne Szczyrk | 91,0   | -      | 100,5  |
| 4.      | Zbigniew Klimowski | WKS Zakopane          | 85,5   | -      | 96,0   |
| 5.      | Jan Kowal          | WKS Zakopane          | 84,5   | -      | 93,0   |
| 6.      | Robert Witke       | LKS Skrzyczne Szczyrk | 77,0   | -      | 91,0   |